# Bahnbonus
Bahnbonus (Eigenschreibweise: BahnBonus) ist das Kundenbindungsprogramm der Deutschen Bahn. Die Teilnahme ist kostenfrei. BahnBonus Teilnehmer können bei der Deutschen Bahn und bei Partnern Prämienpunkte sammeln, die z. B. in Freifahrten bei der Deutschen Bahn eingelöst werden können. Vielfahrer können mit dem Sammeln von Statuspunkten ein Statuslevel erreichen und von zusätzlichen Vorteilen profitieren (ehemals BahnComfort).
5,4 Millionen Menschen nehmen an dem Programm teil (Stand: Ende 2023). Das Prämiensortiment umfasst rund 340 Bahn-, Sach-, Partner- und Spendenprämien (Stand: 2024).
Am 5. April 2022 gab das Unternehmen bekannt, dass das Vielfahrerprogramm BahnComfort ab dem 13. Juni 2022 mit Statusleveln in BahnBonus integriert wird.

## Teilnahme
Die Teilnahme ist mit oder ohne BahnCard möglich. Eine digitale BahnBonus-Karte befindet sich in der BahnBonus-App.

## Punkte für Umsätze
Bei jedem Kauf einer Fahrkarte oder einer BahnCard bei der Deutschen Bahn wird pro Euro aufgerundetem Umsatz je ein Prämien- und Statuspunkt gutgeschrieben. Die sammelberechtigten Fahrkarten umfassen nicht sämtliche Fahrkarten im Öffentlichen Personennahverkehr (ÖPNV) – zum Beispiel keine Verbundtickets.
Darüber hinaus können auch beim Konsum in der Bordgastronomie Prämienpunkte gesammelt werden. Wie beim Fahrkartenkauf zählt jeder aufgerundete Euro ein Punkt. Statuspunkte werden in der Bordgastronomie nicht gesammelt, es können aber Statusvorteile genutzt werden (s. u.).
Auch bei ausgewählten externen Partnern sowie bei Sonderaktionen können Punkte gesammelt werden.

## Prämien für Punkte
Nicht eingelöste Prämienpunkte verfallen nach drei Jahren zum Quartalsende, Statuspunkte nach 365 Tagen.
Prämienpunkte können gegen Gutscheine und Sachprämien sowohl der Deutschen Bahn als auch von externen Partnern eingelöst werden. Das Prämiensortiment umfasst beispielsweise Freifahrten, Fahrkarten-Upgrades, Essensgutscheine, Reisegutscheine oder Zeitschriftenabonnements.
Bis auf wenige Ausnahmen sind alle Bahnprämien digital einlösbar. Zeitlich begrenzte Aktionsprämien, wie zum Beispiel zur Fußball-EM 2024 werden zudem in limitiertem Umfang angeboten.

## Statuslevel
Seit dem 13. Juni 2022 gibt es die drei BahnBonus Statuslevel Silber, Gold und Platin. Der Statusnachweis befindet sich rein digital in der BahnBonus App. Auch die Statusvorteile sind nur über die App nutzbar. Bei Erreichen von 1.500 Statuspunkten erhält der Kunde das Statuslevel Silber, ab 2.500 Statuspunkten Gold und ab 6.000 Platin. Das jeweilige Statuslevel ist dann ein Jahr gültig. Nach einem Jahr erfolgt je nach Statuspunktestand ein weiteres Jahr im selben Level oder eine Abstufung in ein niedrigeres.
Inhaber der BahnBonus Statuslevel können je nach Level folgende Statusvorteile nutzen:

### Statuslevel Silber
- Bordgastronomie: 8 Freigetränke in den Fernverkehrszügen der Deutschen Bahn.
- DB Lounges: 8 Tagespässe für Zugang zur DB Lounge – Zutritt nur mit gültigem Fernverkehrs-Ticket.
- Fahrradverleih: 30 Freiminuten je Fahrt bei dem Fahrradverleiher Call a Bike.
- BahnBonus Statusservice: Exklusiver Kundenservice für Kunden mit BahnBonus Statuslevel.
- Bevorzugte Betreuung im Reisezentrum: In ausgewählten Reisezentren der Deutschen Bahn erhalten Statuskunden eine gesonderte Wartenummer und werden schneller als andere Kunden bedient.
- Partnervorteile: Teilnehmer erhalten besondere Services und Sonderkonditionen bei Partnern aus dem Hotel- und Mietwagenbereich.

### Statuslevel Gold
- Bordgastronomie: 12 Freigetränke in den Fernverkehrszügen der Deutschen Bahn.
- DB Lounges: Zugang zu den DB Lounges – Zutritt nur mit gültigem Fernverkehrs-Ticket.
- Sitzplatzbereich: Kunden im Level Gold können spezielle Sitzplatzbereiche in Fernverkehrszügen nutzen.
- Fahrradverleih: 30 Freiminuten je Fahrt bei dem Fahrradverleiher Call a Bike.
- BahnBonus Statusservice: Exklusiver Kundenservice für Kunden mit BahnBonus Statuslevel.
- Bevorzugte Betreuung im Reisezentrum: In ausgewählten Reisezentren der Deutschen Bahn erhalten Statuskunden eine gesonderte Wartenummer und werden schneller als andere Kunden bedient.
- Partnervorteile: Teilnehmer erhalten besondere Services und Sonderkonditionen bei Partnern aus dem Hotel- und Mietwagenbereich.

### Statuslevel Platin
- Bordgastronomie: 12 Freigetränke und 30 % Rabatt in der Bordgastronomie in den Fernverkehrszügen der Deutschen Bahn.
- DB Lounges: Zugang zu den DB Lounges inkl. Premium Bereich – Zutritt nur mit gültigem Fernverkehrs-Ticket.
- Sitzplatzbereich: Kunden im Level Platin können spezielle Sitzplatzbereiche in Fernverkehrszügen nutzen.
- Fahrradverleih: 30 Freiminuten je Fahrt bei dem Fahrradverleiher Call a Bike.
- Reservierungsmöglichkeit: Platinkunden können in ausgebuchten Zügen Sitzplätze reservieren.
- BahnBonus Statusservice: Exklusiver Kundenservice für Kunden mit BahnBonus Statuslevel.
- Bevorzugte Betreuung im Reisezentrum: In ausgewählten Reisezentren der Deutschen Bahn erhalten Statuskunden eine gesonderte Wartenummer und werden schneller als andere Kunden bedient.
- Partnervorteile: Teilnehmer erhalten besondere Services und Sonderkonditionen bei Partnern aus dem Hotel- und Mietwagenbereich.

## Geschichte
- 1. September 2005: Start des Programms. Seitdem können Punkte gegen Prämien eingetauscht werden.
- Seit September 2006 können auch Mitglieder des Firmenkundenprogramms bahn.business mit der neu eingeführten „BonusCard Business“ Bonuspunkte sammeln.
- Von August 2009 bis September 2022 war es möglich, mittels des Umsatzes mit einer von der Commerzbank AG herausgegebenen BahnCard-Kreditkarte zusätzliche Punkte zu sammeln. Dabei wurde der Umsatz der Kreditkarte in BahnBonus Punkte umgerechnet und monatlich dem BahnBonus Konto gutgeschrieben.
- Zum 1. August 2010 wurde eine kostenlose BahnBonus Card eingeführt, mit welcher auch Nicht-BahnCard-Besitzer BahnBonus Punkte sammeln können.
- Seit 2019 gibt es die BahnBonus App, über die das Programm komplett nutzbar ist.
- Seit 13. Juni 2022 ist BahnComfort in den drei BahnBonus Statusleveln Silber, Gold und Platin aufgegangen. Vollumfänglich können die Statusvorteile nur mit der BahnBonus App genutzt werden.[6]
- Seit 2023 wird die BahnBonus Card nicht mehr neu als Plastikkarte ausgegeben, sondern es befindet sich eine digitale Karte in der BahnBonus App.
- Seit September 2024 können auch für den Konsum im Bordrestaurant Prämienpunkte erworben werden.[4]
- Seit Oktober 2024 sind alle Sachprämien in der BahnBonus PrämienWelt ökologisch nachhaltig.[7]